# 拉古诺耶湖
ニキショロ湖或拉古诺耶湖（俄语：Озеро Лагунное）是的湖，日本声索属北海道根室振兴局，俄罗斯主张属萨哈林州南库里尔斯克区，长2.2公里，宽1.6公里，平均深9.8米，最深处23.4米，海拔1米，面积3.43平方公里，集水区域20.4平方公里。